# Mararoa (rivière)
La rivière Mararoa  (en anglais : Mararoa River) est un des Cours d'eau en tresses  de la région du Southland de l’Île du Sud de la Nouvelle-Zélande.

## Géographie
La rivière alimente le lac Mavora et qui se décharge ensuite dans le fleuve Waiau à 8 kilomètres en aval de là où elle quitte le lac Manapouri. Les eaux de la rivière Mararoa sont alimentées par la rivière Waiau par une structure de régulation située à la confluence de ces deux rivières. Ceci est utilisé pour controler le niveau du lac Manapouri pour les besoins de la génération d’hydro-èlectricité .
La rivière  a été identifiée comme une  Zone importante pour la conservation des oiseaux par la BirdLife International à cause de son rôle dans la nidification de colonies de l’espèce en danger des Mouette de Bullers (en anglais : ‘black-billed gull’) .
Le  Didymo, est un organisme envahissant découvert en Nouvelle-Zélande en 2004, qui a été trouvé dans la rivière.